# Elezioni presidenziali a Timor Est del 2017
Le elezioni presidenziali a Timor Est del 2017 si tennero il 20 marzo; fu eletto Francisco Guterres, entrato in carica il 20 maggio successivo.

## Risultati
| Francisco Guterres   | Fronte Rivoluzionario di Timor Est Indipendente | 295 048 | 57,08 |  |  |  |  |  |
| António da Conceição | Partito Democratico                             | 167 794 | 32,46 |  |  |  |  |  |
| José Luis Guterres   | Fronte di Ricostruzione Nazionale di Timor Est  | 13 513  | 2,61  |  |  |  |  |  |
| José Neves           | Indipendente                                    | 11 663  | 2,26  |  |  |  |  |  |
| Luís Alves Tilman    | Indipendente                                    | 11 125  | 2,15  |  |  |  |  |  |
| Antonio Maher Lopez  | Partito Socialista di Timor                     | 9 102   | 1,76  |  |  |  |  |  |
| Ángela Freitas       | Partito dei Lavoratori Timoresi                 | 4 353   | 0,84  |  |  |  |  |  |
| Amorim Vieira        | Indipendente                                    | 4 283   | 0,83  |  |  |  |  |  |
| Totale               | Totale                                          | 516 881 | 100   |  |  |  |  |  |
|                      |                                                 |         |       |  |  |  |  |  |
| Voti non validi      | Voti non validi                                 | 11 932  | 2,26  |  |  |  |  |  |
| Votanti              | Votanti                                         | 528 813 |       |  |  |  |  |  |